# العقد (القفر)

تعديل مصدري - تعديل

العقد محلة تابعة لقرية المسورة، التابعة لعزلة بني مسلم بمديرية القفر إحدى مديريات محافظة إب في الجمهورية اليمنية، بلغ تعداد سكانها 93 حسب تعداد اليمن لعام 2004.